# Carcaliu (gmina)
Carcaliu – gmina w Rumunii, w okręgu Tulcza. Obejmuje tylko jedną miejscowość Carcaliu. W 2011 roku liczyła 2457 mieszkańców. 